# Sächsische Städteroute
Die Sächsische Städteroute ist ein Radfernweg, der auf einer Länge von 344 Kilometern quer durch das Bundesland Sachsen führt. Die Strecke verbindet die Stadt Görlitz an der polnischen Grenze mit der Kleinstadt Crimmitschau an der Thüringer Landesgrenze.

## Strecke
Aufgrund der unterschiedlichen Terrains lässt sich die Sächsische Städteroute in 2 Abschnitte unterteilen
- Abschnitt 1: Von Görlitz nach Dresden. (ca. 120 km):
 Görlitz, Pfaffendorf, Jauernick, Herwigsdorf, Löbau, Glossen, Nostitz, Hochkirch, Niederkaina, Bautzen, Schmochtitz, Jeßnitz, Panschwitz-Kuckau, Elstra, Nebelschütz, Kamenz, Bernbruch, Schwosdorf, Reichenbach-Reichenau, Seifersdorf, Hermsdorf, Medingen, Dresden.
- Abschnitt 2: Von Dresden nach Crimmitschau. (ca. 220 km):
Dresden, Meißen, Nossen, Freiberg, Chemnitz, Glauchau, Crimmitschau.

Der erste Teil der Strecke ist leicht hügelig und gut ausgebaut. Teilweise wird bereits dieser Abschnitt alleinstehend als Sächsische Städteroute definiert. Der zweite Streckenabschnitt ist dagegen nicht durchgehend ausgeschildert und führt teilweise über Landstraßen. Das Streckenprofil weist zwischen Dresden und Crimmitschau zudem auch einige stärkere Steigungen auf.

## Beschilderung
Radfahrer können sich an den weißen Schildern mit dem roten S orientieren, wobei die Ausschilderung zwischen Dresden und Crimmitschau Mängel aufweisen kann.

## Anschlussrouten
Mit dem Oder-Neiße-Radweg in Görlitz, dem Spree-Radweg in Bautzen, der D-Route 4 oder dem Elbradweg in Dresden bestehen Anschlussradwege innerhalb des ersten Abschnitts.
Im zweiten Abschnitt können die Fahrer zusätzlich in Meißen auf den Elbradweg oder in Freiberg weiter auf den Mulderadweg fahren.